# Tribunová sútra
Tribunová sútra Šestého patriarchy, často jen Tribunová sútra (čínsky 六祖壇經, plný název 南宗頓教最上大乘摩訶般若波羅蜜經六祖惠能大師於韶州大梵寺施法壇經), je buddhistický text původem z Číny, za jehož autora je považován Chuej-neng (638–713), poslední zenový patriarcha. Text vznikl v první polovině 8. století, jeho zapisovatelem byl Chuej-nengův žák Fa-chaj. V českém jazyce sútra poprvé vyšla v roce 1988 v překladu Oldřicha Krále.

## Obsah
Text začíná tím, jak Chuej-neng předstoupil v klášteře Velké čistoty před zástup posluchačů a začíná nejdříve vykládat svůj životní příběh, poté vykládá dharmu a odpovídá na otázky svých posluchačů ohledně buddhistické nauky.

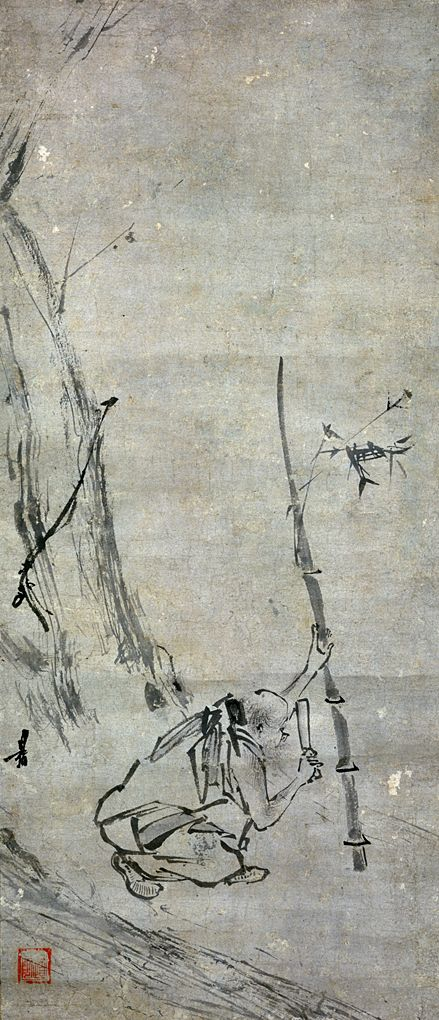
Chuej-neng zastřihává bambus (Liang Kcha, 13. století, dynastie Sung)

Chuej-neng pocházel z chudé rodiny. Jednou náhodou zaslechl přednes Diamantové sútry od muže, který mu pověděl, že ji slyšel od patriarchy Chung-žena z Feng-mu v prefektuře Čchi (zhruba oblasti dnešní Šen-si). Chuej-neng, který v tomto setkání viděl karmickou příčinu, se rozhodl se do těch míst vydat. Když došel do kláštera, Chung-žen ho přijal za svého žáka, avšak nechal Cuej-nenga první měsíce jen šlapat mlat. Jednoho dne si Chung-žen své žáky zavolal a sdělil jim, že každý má složit gáthu (krátká veršovaná skladba), ve které by dokázal, že správně pochopil Buddhovo učení. Chung-žen by si tyto gáthy pak přečetl a pokud uzná, že některou z nich složil ten, který správně pochopil Buddhovo učení, odevzdá mu roucho a daný muž se tak stane šestým patriarchou.
Žáci však mínili, že jejich učitelem už je dávno opat Šen-siou, a ten že se po smrti Chuen-žena stane dalším patriarchou, tudíž není třeba nějakou gáthu skládat. Šen-siou si však řekl, že gáthu odevzdá a přesvědčí tak Chuen-žena o tom, že chápe dharmu správně a je hoden stát se šestým patriarchou. Dlouho do noci o gáthě přemítal, až jednu vymyslel a napsal ji v noci tajně na zeď kláštera. Mistr Chuej-žen si ji druhý den přečetl a poté, co zjistil, že jejím autorem je Šen-siou, mu sdělil, že je velmi dobrá a může mnohým velmi pomoci, pokud se jí lidé budou řídit. Pokud však bude někdo chtít dojít k cíli (bódhi), obsah gáthy nebude stačit. Šen-siou se proto odebral do svého pokoje a dále přemýšlel o nové gáthě, která bude skutečným vyjádřením podstaty dharmy. Mezitím se Chuej-neng, stále šlapající mlat, dozvěděl o těchto událostech. Rovněž složil gáthu a jelikož neuměl psát, nechal ji napsat na západní zeď kláštera.
Když pátý patriarcha Chuej-nengovu gáthu spatřil, pochopil, že jejím autorem je ten, který skutečně cele a do hloubky pochopil dharmu a je hoden stát se šestým patriarchou. V noci si proto Chuej-nenga nechal potají zavolat a celou noc mu přednášel o Diamantové sútře, načež Cheuj-neng přes noc dosáhl probuzení. Chuej-neng však musel uprchnout z kláštera, jelikož mu hrozilo vážné nebezpečí ze strany mnichů, kteří by nesouhlasili s Cheuj-nengovou ordinací. Chuej-neng navíc ani nebyl řádným Chuej-ženovým žákem, pocházel z „barbarského“ jihu apod. Vydal na jih Číny, a za ním se vydalo stovky mnichů připravených ho o roucho dharmy připravit. Všichni až na jednoho se však v půli cesty obrátili a zamířili zpět do kláštera. Jediným mužem, který vytrval, byl Chuej-šu-na. Jakmile však Chuej-nenga dostihl, poprosil jej nikoli o roucho, ale o výklad dharmy. Chuej-neng tak učinil a Chuej-šu-na prozřel a vrátil se zpět na sever obracet na dharmu ostatní lid. Tím Chuej-neng zakončil první část svého vyprávění.
V další části se snaží o samotný, podrobnější výklad dharmy. Člověk se má snažit dosáhnout bódhi, jehož zárodek každý nosí sám v sobě. Jde jen o to najít dobrého učitele a plně se soustředit na probuzení. Nejsou důležité plané řeči nebo pojmy, důležitá je skutečná praxe, lidské smýšlení a chování, které jedině může vést k úplnému samádhi. Dále podává učení o trikáji a mahápradžňápáramitě, občas přitom cituje z Vimalakírti sútry.
Poté, co Chuej-neng svým posluchačům vyložil dharmu, jej jeho publikum začalo velebit a ptát se na různé další otázky ohledně dharmy. Po delší disputaci, kdy byl Chuej-neng tázán na různé otázky týkající se nauky, bylo celé shromáždění ukončeno. Kniha končí smrtí Chuej-nenga, který měl zemřít ve věku 76 let.

## Dějiny
Text byl sepisován zhruba v letech 700 až 720 Cheuj-nengovým žákem Fa-chajem. Dvě kopie tohoto spisu, jejichž datace spadá zhruba do let 830 a 860, byly nalezeny v jeskyních Mo-kao v Kan-su. Obě kopie jsou pravděpodobně založeny na vydání z roku 780. V roce 1056 Tribunovou sútru vydával a šířil čínský mnich Čchi-sung. Cungpao v roce 1291 produkoval nové vydání, které se stalo součástí buddhistického kánonu dynastie Ming. Tato kanonická verze je až o třetinu delší než verze nalezené v Mo-kao a je odlišná i strukturou. Japonský učenec Jabuki Keiki ve dvacátých letech 20. století vytvořil verzi Tribunové sútry o 57 kapitolách, založenou na verzi z Mo-kaa. V roce 1934 D. T. Suzuki publikoval vydání založené na textu z Mo-kaa (tehdy bylo ještě známé jen jedno vydání z Mo-kaa). Čínský buddhistický učenec Jang Ceng-wen publikoval roce 1993 anotované vydání druhého textu z Mo-kaa (to obsahovalo méně chyb než první text z Mo-kaa).
První překlad původně čínsky psaní sútry do angličtiny byl vydán v roce 1930. V českém jazyce sútra poprvé vyšla v roce 1988 v překladu Oldřicha Krále.